# آقای ایکس در بمبئی
آقای ایکس در بمبئی (به انگلیسی: Mr. X in Bombay) فیلمی هندی محصول سال ۱۹۶۴ و به کارگردانی شانتیلال سونی است. در این فیلم بازیگرانی همچون کیشور کومار، کوم کوم و مادان پوری ایفای نقش کرده‌اند.